# Sprawozdawczość finansowa
Niektóre z zamieszczonych tu informacji wymagają weryfikacji.
Dokładniejsze informacje o tym, co należy poprawić, być może znajdują się w dyskusji tego artykułu.
 Po wyeliminowaniu niedoskonałości należy usunąć szablon [[Szablon:Dopracować|]] z tego artykułu.
Sprawozdawczość finansowa pełni funkcje sprawozdawcze, jej celem jest przygotowanie informacji o stanie działalności gospodarczej jednostki gospodarczej za pomocą sprawozdań finansowych w postaci danych, do odbiorców zewnętrznych. Wszystkie dane ekonomiczne pochodzą z ksiąg rachunkowych jasno obrazując sytuację majątkową, finansową i dochodową jednostki. Stosuje się jednolitą zasadę według wartości nabycia tzw. kosztu historycznego. Informacje te powinny być przedstawione rzetelnie, prawidłowo i istotnie.
Sprawozdanie finansowe powinno zawierać:
- wprowadzenie z informacją o kontynuacji działalności w nie mniejszym istotnie zakresie bez postawienia w stan likwidacji lub upadłości, wycenie – zasadach stosowanych w tym zakresie;
- bilans;
- rachunek zysków i strat;
- informacje zawierające dane uzupełniające bilans i rachunek zysku i strat
- rachunek przepływu środków pieniężnych z działalności operacyjnej, inwestycyjnej, finansowej;
- zestawienie zmian w funduszu własnym – wyjaśniającym przyczyny i wysokość zmian tego kapitału powierzonego i wypracowanego;
- w przypadku spółek akcyjnych i spółek z ograniczoną odpowiedzialnością, spółdzielnie i przedsiębiorstwa państwowe muszą przedstawić sprawozdanie na temat działalności w roku obrotowym przedstawiając zamierzenia i zagrożenia dla ich działalności.

Zasady sprawozdawczości finansowej są regulowane przez ustawę o rachunkowości oraz krajowe i międzynarodowe standardy.